# Suillia improcera
Suillia improcera är en tvåvingeart som beskrevs av Gorodkov 1977. Suillia improcera ingår i släktet Suillia och familjen myllflugor. Inga underarter finns listade i Catalogue of Life.